# Xaver Affentranger
Xaver Affentranger (1º dicembre 1897 – ...) è stato un combinatista nordico e saltatore con gli sci svizzero.

## Palmarès

### Mondiali
- Argento a Johannisbad 1925 nella combinata nordica.